# Geerlingsebrug
De Geerlingsebrug of Gerlachbrug is een brug over de Groote Stroom in de binnenstad van 's-Hertogenbosch. De brug is te vinden in de Hinthamerstraat en dateert uit 1333, hoewel de brug voor het eerst in 1368 werd genoemd. De brug is in de loop der tijd steeds vernieuwd en heeft altijd deze naam gehouden.
De brug is vernoemd naar Geerlingh van den Bossche, ook wel bekend onder de naam Gerlach van 's-Hertogenbosch. Op zijn kosten is de brug gebouwd. Ook liet hij veel grond en geld na aan het Clarissenklooster, die op de hoek van de Hinthamerstraat met de Clarastraat heeft gestaan van 1359 tot ongeveer 1650.
Bij de restauratiewerken van 1996 is de brug in ere hersteld. Aan de buitenkant is het beton vervangen door een gemetselde toog.